# القزعة (جبل)
جبل القزعة (بفتح القاف والزاي والعين المهملة) هو جبل متوسط الارتفاع في السراة في ديار قبيلة بلقرن في محافظة بلقرن في منطقة عسير في المملكة العربية السعودية، ويقع شمال شرقي وادي دحيم وفي سفحه تقع معظم قرى هذا الوادي ومنها قرية القزعة التي تحمل نفس الاسم ويسكنها دحيم بلقرن.